# H. Bustos Domecq
Pour les articles homonymes, voir Bustos.
H. Bustos Domecq est un pseudonyme littéraire collectif, utilisé par les écrivains argentins Jorge Luis Borges et Adolfo Bioy Casares pour signer un certain nombre d'œuvres écrites en commun.

## Histoire
À l'origine, Borges a utilisé le pseudonyme de « F. Bustos » pour publier, en 1933, sa première nouvelle, Hombre de la Esquina Rosada : ce patronyme était celui d'un des ancêtres de Borges. Quant à « Domecq », il s'agit également du nom d'un des ancêtres de Bioy Casares, et d'origine béarnaise, comme les Bioy. La lettre « h » vaut ici pour Honorio, qui est un prénom usuel et désuet, voire ridicule. La collaboration entre les deux écrivains va durer plus de quarante ans, ce qui est un cas assez unique dans l'histoire littéraire : Borges et Bioy Casares travaillaient surtout le soir, échangeaient des idées, testaient leurs phrases, parfois tard dans la nuit. « À la longue, ce personnage finit par ne nous ressembler en rien et par nous dominer d'une main de fer, en nous imposant son propre style littéraire » déclarait Borges.
Le premier recueil comprend six nouvelles appartenant au genre policier.
La notice biographique supposée de H. Bustos Domecq fut donnée en 1942 aux lecteurs de la revue Sur, et signée par une certaine « Mlle Adelma Badoglio » : elle le dit né en 1893 à Pujato (Santa Fe) ; par ailleurs, le premier recueil est introduit par une présentation signée par un certain Gervasio Montenegro, un supposé ami  de Borges, qui était soi-disant membre de l'Académie des lettres argentines. Ce n'est que bien plus tard que le dispositif de cette supercherie littéraire fut révélé.
Les deux écrivains publièrent également sous le pseudonyme collectif de B. Suárez Lynch pour entre autres signer Un modèle pour la mort en 1946, ainsi que divers projets de scénarios.

## Ouvrages publiés
- novembre 1942 : Seis Problemas para don isidro Parodi, préface de Gervasio Montenegro, Buenos-Aires, Editorial Sur — traduit de l'espagnol par Françoise-Marie Rosset : Six problèmes pour don Isidro Parodi, Paris, Denoël, 1967, réédition Robert Laffont, 2011.
- 1946 : Deux Fantaisies mémorables
- 1967 : Chroniques de Bustos Domecq
- 1977 : Nouveaux Contes de Bustos Domecq, incluant Deux Fantaisies mémorables